# Copa UDEAC 1989
La Copa UDEAC 1989 fue la sexta edición del torneo de fútbol a nivel de selecciones nacionales de África Central organizado por la UNIFFAC y que contó con la participación de cinco países de la región.
Camerún venció en la final al anfitrión República Centroafricana para ganar el título regional por cuarta ocasión.

## Fase de grupos

### Grupo A
| Equipo 1 | Agr. | Equipo 2 | Ida | Vuelta |
| -------- | ---- | -------- | --- | ------ |
| Congo    | 1-2  | Gabón    | 1-0 | 0-2    |

### Grupo B
| País                     | PTS | J | G | E | P | GF | GC |
| ------------------------ | --- | - | - | - | - | -- | -- |
| Camerún                  | 4   | 2 | 2 | 0 | 0 | 3  | 1  |
| República Centroafricana | 1   | 2 | 0 | 1 | 1 | 2  | 3  |
| Chad                     | 1   | 2 | 0 | 1 | 1 | 1  | 2  |

| 2-12-1989 | Chad                     | 1–1 | República Centroafricana |
| 4-12-1989 | República Centroafricana | 1–2 | Camerún                  |
| 6-12-1989 | Camerún                  | 1–0 | Chad                     |

## Playoff
| Equipo 1 | Resultado | Equipo 2 |
| -------- | --------- | -------- |
| Chad     | 2-1       | Congo    |

## Fase Final
|  | Semifinales         | Semifinales |   |        | Final               | Final |  |
|  |                     |             |   |        |                     |       |  |
|  |                     |             |   |        |                     |       |  |
|  | Bangui              |             |   |        |                     |       |  |
|  | Gabón               | 0           |   |        |                     |       |  |
|  | Rep. Centroafricana | 2           |   |        |                     |       |  |
|  |                     |             |   |        |                     |       |  |
|  |                     |             |   |        | Bangui              |       |  |
|  |                     |             |   |        | Rep. Centroafricana | 1     |  |
|  |                     | Camerún     | 2 |        |                     |       |  |
|  |                     |             |   |        |                     |       |  |
|  |                     |             |   |        |                     |       |  |
|  |                     |             |   |        | Tercer lugar        |       |  |
|  | Bangui              | Bangui      |   | Bangui | Bangui              |       |  |
|  | Chad                | 0           |   | Gabón  | 2                   |       |  |
|  | Camerún (DP 3-4)    | 0           |   |        | Chad                | 0     |  |

## Campeón
| Copa UDEAC 1989    |
| ------------------ |
| Bandera de Camerún |
| Camerún 4º Título  |